# Neliopisthus stygis
Neliopisthus stygis là một loài tò vò trong họ Ichneumonidae.